# Quinn Wilde
Quinn Wilde (Denver, Colorado; 8 de marzo de 1996) es una actriz pornográfica y modelo erótica estadounidense.

## Biografía
Natural de Denver, capital del estado de Colorado, nació en marzo de 1996. Después de terminar el instituto, comenzó a trabajar como estríper en clubes de su ciudad natal y poco después empezó a realizar shows privados como camgirl. Fue también camarera en la conocida marca de restaurantes Hooters.
Se internó en la industria pornográfica en 2016, debutando en el mes de agosto, a los 20 años, como actriz, grabando su primera escena en Florida para el portal web Cumfiesta de Reality Kings. Después de sus primeras apariciones, firmó con East Coast Talent, trasladándose hasta Los Ángeles para continuar su carrera como actriz.
Ha trabajado para productoras como Pure Taboo, Jules Jordan Video, Evil Angel, Vixen, Brazzers, Reality Kings, Tushy, Blacked, 21Sextury, Digital Playground, Naughty America, Girlfriends Films, Bangbros o New Sensations, entre otras.
En 2017, para Hard X, junto a Avi Love y Audrey Noir, grabó su primera escena de sexo interracial en Her 1st Interracial 4.
Fue elegida Pet of the Month de la revista Penthouse en agosto de 2020.
Ha rodado más de 230 películas como actriz.
Algunas películas suyas son Almost Identical, Blackmailed Cheating Teens, Dare Dorm 28, Lesbian Legal 11, Mom's Guide To Sex 2, Please Make Me Lesbian! 15, She Likes It Rough, Teen Tryouts 2 o Young, Married and Available.

## Premios y nominaciones
| Año  | Ceremonia         | Resultado | Premio                        | Trabajo        |
| ---- | ----------------- | --------- | ----------------------------- | -------------- |
| 2018 | Spank Bank Awards | Nominada  | Prettiest 'Whore Mouth'       | —              |
| 2018 | Spank Bank Awards | Nominada  | Tightest Vag                  | —              |
| 2019 | Premios AVN       | Nominada  | Premio fan: Mejores pechos    | —              |
| 2019 | Spank Bank Awards | Nominada  | Best Live Performance         | —              |
| 2019 | Spank Bank Awards | Nominada  | Cuckold Queen of the Year     | —              |
| 2020 | Premios AVN       | Nominada  | Mejor escena de sexo en grupo | Greedy Bitches |